# Psilocibin
Psilocibin (ili 4-PO-DMT) je halucinogeni sastojak prisutan u velikom broju gljiva iz roda Psilocybe, koje se u žarogonu zovu magične gljive. U nekim plemenskim kulturama gljive se uživaju u religiozno-mistične svrhe. Danas je uživanje psilociba, iako u nekim zemljama nezakonito, sve više rasprostranjeno u zapadnom svetu.
Psilocibin je izuzetno aktivna materija. Efekti psilocibina se porede sa efektima LSD-a, samo kraćeg trajanja. Prvi efekti se javljaju već pri dozi od 0,5 grama osušenih gljiva. Simptomi nastaju 30min - 1 časa nakon konzumacije, a sastoje se od iznenadne zbunjenosti, mišićne slabosti, usporenja pulsa i sniženja krvnog pritiska i psihoznih efekata koji mogu biti ugodni, ali i neugodni. Pojavljuju se halucinacija i poremećaj percepcije vremena i prostora a nekad i euforija ili depresija. Efekti obično traju 4 do 6 časova.

## Literatura
- Boire RG. (2002). Sacred Mushrooms and the Law. Berkeley, California: Ronin Publishing. ISBN 978-1579510619.
- Doblin R. (1991). „Pahnke's "Good Friday Experiment": A long-term follow-up and methodological critique” (PDF). Journal of Transpersonal Psychology. 23 (1): 1—25. Архивирано из оригинала (PDF) 16. 08. 2012. г. Приступљено 14. 07. 2011.
- Marley G. (2010). „Chapter 13. Psilocybin: Gateway to the Soul or Just a Good High?”. Chanterelle Dreams, Amanita Nightmares: The Love, Lore, and Mystique of Mushrooms. White River Junction, Vermont: Chelsea Green Publishing. стр. 163-84. ISBN 978-1-60358-214-8.
- Ott J. (1993). Pharmacotheon Entheogenic Drugs Their Plant Sources and Histories. Kennewick, Washington: Natural Products Company. ISBN 978-0961423438.
- Stafford PJ. (1992). Psychedelics Encyclopedia. Berkeley, California: Ronin Publishing. ISBN 978-0-914171-51-5.
- Stamets P. (1996). Psilocybin Mushrooms of the World: An Identification Guide. Berkeley, California: Ten Speed Press. ISBN 978-0-89815-839-7.

### 2006 Džon Hopkinsovi eksperimenti
-{
- "Hopkins Scientists Show Hallucinogen in Mushrooms Creates Universal 'Mystical' Experience", Johns Hopkins Medicine news release, July 11, 2006.
- "Q&A is with Roland Griffiths, the study’s lead researcher", Johns Hopkins Medicine news release, July 11, 2006.
- "Psilocybin Viewed as Therapy or Research Tool" by Michael Smith, Medpagetoday.com, July 12, 2006.
- "Magic mushrooms really cause 'spiritual' experiences" by Roxanne Khamsi, New Scientist news service, July 11, 2006.
- "Drug's Mystical Properties Confirmed" by David Brown, Washington Post, July 11, 2006.
- "Mushroom Drug Produces Mystical Experience", Associated Press, July 11, 2006.
- "Counterculture Drug Provides Spiritual Boost" by Denise Gellene, Los Angeles Times, July 11, 2006.
- "Tripping Out: Scientists Study Mystical Effects of Mushrooms" by Joy Victory, Bharathi Radhakrishnan, and Andrea Carter, ABC News (online), July 11, 2006. ABC News video report of the study.

}-

### 2008 Nastavak Džon Hopkinsovih eksperimenta
-{
- "A Very Memorable Trip", by Greg Miller, ScienceNOW Daily News, July 1, 2008
- "Spiritual Effects of Hallucinogens Persist, Johns Hopkins Researchers Report", Johns Hopkins Medicine news release, July 1, 2008.
- "Psilocybin Study Hints at Rebirth of Hallucinogen Research", by Brandon Keim, "Wired," July 1, 2008
- "Sacred Intentions: Inside the Johns Hopkins Psilocybin Studies" by Michael M. Hughes, Baltimore City Paper, October 8, 2008.

## Spoljašnje veze
|  | Molimo Vas, obratite pažnju na važno upozorenje u vezi sa temama iz oblasti medicine (zdravlja). |